# Liste des chefs de l'exécutif par État en 2004
La liste des chefs de l'exécutif par État en 2004, s'appuie sur la liste des pays du monde et sur la liste des dirigeants des États, telles qu'elles étaient connues du 1er janvier au 31 décembre 2004. La liste principale comptait alors 191 pays internationalement reconnus par l'ONU, plus le Vatican. Des listes additionnelles concernent : les États partiellement reconnus par la communauté internationale, les territoires indépendants de fait, les territoires autonomes ou à administration spéciale et les gouvernements alternatifs ou en exil.
Les chefs de l'exécutif des États exerçant une pleine souveraineté sont principalement les chefs d'État et les chefs de gouvernement :
- Un chef d'État est une personne physique, parfois une personne morale qui représente symboliquement la continuité et la légitimité de l'État. Diverses fonctions lui sont traditionnellement rattachées : représentation extérieure, promulgation des lois, nomination aux hautes fonctions publiques. Selon le pays, il peut être le plus éminent détenteur du pouvoir exécutif effectif, ou au contraire personnifier le pouvoir suprême exercé en son nom par d'autres personnalités politiques.
- Un chef de gouvernement est une personne physique qui possède le premier ou second rôle de l'exécutif (selon le type de régime politique) et se trouve à la tête du gouvernement, c'est-à-dire de l'ensemble des ministres ou secrétaires d'État chargés de responsabilités exécutives.

Dans le cas de territoires autonomes et autres collectivités non souveraines, c'est-à-dire dépendant d'un État suzerain, les titres de chef de l'exécutif local sont divers : préfet, bailli, gouverneur, président, résident général etc.

## Amérique
- Antigua-et-Barbuda : Élisabeth II, reine (1981-2022)
- Argentine : Nestor Kirchner, président (2003-2007)
- Bahamas : Élisabeth II, reine (1973-2022)
- Barbade : Élisabeth II, (1966-2022)
- Belize : Élisabeth II, (1981-2022)
- Bolivie : Carlos Mesa, président (2003-2005)
- Brésil : Luis Inacio Lula da Silva, président (2003-2011)
- Canada : Élisabeth II, reine (1952-2022)
- Chili : Ricardo Lagos Escobar, président (2000-2006)
- Colombie : Alvaro Uribe, président (2002-2010)
- Costa Rica : Abel Pacheco de la Espriella, président (2002-2006)
- Cuba : Fidel Castro, président (1976-2008)
- République dominicaine : Hipolito Mejia, président (2004-2004) puis Leonel Fernandez, président (2004-2012)
- Dominique : Nicholas Liverpool, président (2003-2012)
- Équateur : Lucio Gutierrez, président (2003-2005)
- États-Unis d'Amérique : George W. Bush, président (2001-2009)
- Grenade : Élisabeth II, reine (1974-2022)
- Guatemala : Alfonso Portillo, président (2000-2004) puis Óscar Berger Perdomo, président (2004-2008)
- Guyana : Bharrat Jagdeo, président (1999-2011)
- Haïti : Jean-Bertrand Aristide, président (2001-2004) puis Boniface Alexandre, président (2004-2006)
- Honduras : Ricardo Maduro, président (2002-2006)
- Jamaïque : Élisabeth II, reine (1962-2022)
- Mexique : Vicente Fox Quesada, président (2000-2006)
- Nicaragua : Enrique Bolanos, président (2002-2007)
- Panama : Mireya Moscoso, présidente (1999-2004) puis Martin Torrijos, président (2004-2009)
- Paraguay : Nicanor Duarte Frutos, président (2003-2008)
- Pérou : Alejandro Toledo, président (2001-2006)
- Saint-Christophe-et-Niévès : Élisabeth II, reine (1983-2022)
- Sainte-Lucie : Élisabeth II, reine (1979-2022)
- Saint-Vincent-et-les-Grenadines : Élisabeth II, reine (1979-2022)
- Salvador : Francisco Flores, président (1999-2004) puis Antonio Saca, président (2004-2009)
- Suriname : Ronald Venetiaan, président (2000-2010)
- Trinité-et-Tobago : George Maxwell Richards, président (2003-2013)
- Uruguay : Jorge Batlle, président (2000-2005)

## Asie

### Asie occidentale
- Arabie saoudite : Fahd, roi (1982-2005)
- Bahreïn : Hamad II, émir de 1999 à 2002 puis roi depuis 2002
- Chypre : Tássos Papadópoulos, président (2003-2008)
- Chypre du Nord : Rauf Denktash, président (1975-2005)
- Émirats arabes unis : Zayed ben Sultan Al Nahyane, président (1971-2004) puis Khalifa ben Zayed Al Nahyane, président (2004-2022)
  - Abou Dabi : Zayed ben Sultan Al Nahyane, émir (1966-2004) puis Khalifa ben Zayed Al Nahyane, émir (2004-2022)
  - Ajman : Humaid bin Rashid Al Nuaimi III, émir depuis 1981
  - Dubaï : Mohammed ben Rachid Al Maktoum, émir (1990-2006)
  - Fujaïrah : Hamad ben Mohammed Al Sharqi, émir depuis 1974
  - Oumm al Qaïwaïn : Rashid III bin Ahmad Al Mu`alla, émir (1981-2009)
  - Ras el Khaïmah : Saqr ben Mohamed Al Qassimi, émir (1948-2010)
  - Charjah : Sultan bin Mohammed al-Qasimi, émir du 25 janvier 1972 au 17 juin 1987 et depuis le 23 juin 1987
- Irak : Ghazi al-Yaouar, président (2004-2005)
- Iran : Mohammed Khatami, président (1997-2005)
- Israël : Moshé Katsav, président (2000-2007)
- Jordanie : Abdallah II, roi depuis 1999
- Koweït : Jaber III, émir (1977-2006)
- Liban : Émile Lahoud, président (1998-2007)
- Oman : Qabus Ier, sultan (1970-2020)
- Qatar : Hamad ben Khalifa Al Thani, émir (1995-2013)
- Syrie : Bachar el-Assad, président depuis 2000
- Turquie : Ahmet Necdet Sezer, président (2000-2007)
- Yémen : Ali Abdallah Saleh, président (1990-2012) (président du Yémen du Nord : 1978-1990)

### Asie centrale
- Afghanistan : Hamid Karzai, président (2001-2014)
- Kazakhstan : Noursoultan Nazarbayev, président (1990-2019)
- Kirghizistan : Askar Akayev, président (1990-2005)
- Ouzbékistan : Islom Karimov, président (1990-2016)
  - Karakalpakistan : Musa Yerniyazov, président (2002-2020)
- Tadjikistan : Emomali Rahmon, président depuis 1992
- Turkménistan : Saparmyrat Nyýazow, président (1991-2006)

### Sud de l'Asie
- Bangladesh : Iajuddin Ahmed, président (2002-2009)
- Bhoutan : Jigme Singye Wangchuck, roi (1972-2006)
- Inde : Avul Pakir Jainulabdeen Abdul Kalam, président (2002-2007)
- Maldives : Maumoon Abdul Gayoom, président (1978-2008)
- Népal : Gyanendra Bir Bikram Shah Dev, roi (2001-2008)
  - Mustang : Jigme Dorje Palbar Bista, raja (1964-2008)
- Pakistan : Pervez Musharraf, président (2001-2008)
- Sri Lanka : Chandrika Kumaratunga, présidente (1994-2005)

### Asie orientale
- Chine : Hu Jintao, président (2003-2013)
- Corée du Nord : Kim Jong-Il, président (1994-2010)
- Corée du Sud : Roh Moo-Hyun, président (2003-2008)
- Japon : Akihito, empereur (1989-2019)
- Mongolie : Natsagiyn Bagabandi, président (1997-2005)
- Taïwan : Chen Shui Bian, président (2000-2008)

### Asie du Sud-Est
- Brunei : Hassanal Bolkiah, sultan depuis 1967
- Cambodge : Norodom Sihanouk, roi (1993-2004) puis Norodom Sihamoni, roi depuis 2004
- Indonésie : Megawati Sukarnoputri, présidente (2001-2004) puis Susilo Bambang Yudhoyono, président (2004-2014)
  - Yogyakarta : Hamengkubuwono X, sultan depuis 1988
- Laos : Khamtay Siphandone, président (1998-2006)
- Malaisie : Sirajuddin, roi (2001-2006)
  - Johor : Mahmud Iskandar Ismail, sultan (1981-2010)
  - Kedah : Abdul Halim Muadzam Shah, sultan (1958-2017)
  - Kelantan : Ismaïl II, sultan (1979-2010)
  - Negeri Sembilan : Jaafar, sultan (1967-2008)
  - Pahang : Ahmad Shah, sultan (1974-2019)
  - Perak : Azlan Muhibuddin Shah, sultan (1984-2014)
  - Perlis : Sirajuddin, raja depuis 2000
  - Selangor : Sharafuddin de Selangor (en), sultan depuis 2001
  - Terengganu : Mizan Zainal Abidin, sultan depuis 1998
- Myanmar (ex Birmanie) : Tan Shwe, président (1992-2011)
- Philippines : Gloria Macapagal-Arroyo, présidente (2001-2010)
- Singapour : Sellapan Ramanathan, président (1999-2011)
- Thaïlande : Rama IX, roi (1946-2016)
- Timor oriental : Xanana Gusmão, président (2002-2007)
- Viêt Nam : Trần Đức Lương, président (1997-2006)

### Eurasie
- Russie : Vladimir Poutine, président (1999-2008)
  - Adyguée : Hazret Sovmen (en), président (2002-2007)
  - Altaï : Mikhail Lapshin (en), président (2002-2006)
  - Bachkortostan (ex Bachkirie) : Mourtaza Rakhimov, président (1993-2010)
  - Bouriatie : Léonid Potapov (en), président (1991-2007)
  - Carélie : Sergueï Katanandov, président (1998-2010)
  - Daghestan : Magomedali Magomedov (en), président (1990-2006)
  - Ingouchie : Murat Zyazikov (en), président (2002-2008)
  - Kabardino-Balkarie : Valery Kokov (en), président (1992-2005)
  - Kalmoukie : Kirsan Ilioumjinov, président (1993-2010)
  - Karatchaïévo-Tcherkessie : Mustafa Batdyyev (en), président (2003-2008)
  - Khakassie : Aleksey Lebed (en), président (1997-2009)
  - Komis : Vladimir Torlopov (en), président (2002-2010)
  - Maris : Leonid Markelov (en), président (2001-2017)
  - Mordovie : Nikolaï Merkouchkine (en), président depuis 1995 (officieusement 1995-2012[1])
  - Ossétie-du-Nord-Alanie : Alexandre Dzassokhov, président (1998-2005)
  - Oudmourtie : Aleksandr Volkov, président (1995-2014)
  - Sakha (ex Yakoutie) : Viatcheslav Chtyrov, président (2002-2010)
  - Tatarstan (ex Tatarie) : Mintimer Chaïmiev, président (1990-2010)
  - Tchétchénie : Akhmad Kadyrov, président (2003-2004) puis Alou Alkhanov, président (2004-2007)
  - Tchouvachie : Nikolaï Féodorov, président (1994-2010)
  - Touva : Cherig-ool Oorjak, président (1992-2007)

## Europe
- Abkhazie : Vladislav Ardzinba, président (1990-2005)
- Albanie : Alfred Moisiu, président (2002-2007)
- Allemagne : Johannes Rau, président (1999-2004) puis Horst Köhler, président (2004-2010)
- Andorre : Joan-Enric Vives i Sicília, coprince épiscopal depuis 2003 et Jacques Chirac, coprince (1995-2007)
- Arménie : Robert Kotcharian, président (1998-2008)
- Autriche : Thomas Klestil, président (1992-2004) puis Heinz Fischer, président (2004-2016)
- Azerbaïdjan : Ilham Aliyev, président depuis 2003
  - Nakhitchevan : Vasif Talıbov, président (1993-2022)
- Belgique : Albert II, roi (1993-2013)
- Biélorussie : Alexandre Loukachenko, président depuis 1994
- Bosnie-Herzégovine : Dragan Covic, président (2003-2004) puis Sulejman Tihic, président (2004) puis Borislav Paravac, président (2004-2005)
- Bulgarie : Gueorgui Parvanov, président (2002-2012)
- Croatie : Stjepan Mesic, président (2000-2010)
- Danemark : Margrethe II, reine (1972-2024)
- Espagne : Juan Carlos 1er, roi (1975-2016)
- Estonie : Arnold Rüütel, président (2001-2006)
- Finlande : Tarja Halonen, présidente (2000-2012)
- France : Jacques Chirac, président (1995-2007)
- Géorgie : Mikheil Saakachvili, président (2003-2013)
  - Adjarie : Aslan Abachidze, président (1991-2004) puis Levan Varchalomidze (2004) puis Mikhaïl Makharadze, président (2004-2012)
- Grèce : Konstantínos Stephanópoulos, président (1995-2005)
- Haut-Karabagh : Arkadi Ghukasian, président (1997-2007)
- Hongrie : Ferenc Mádl, président (2000-2005)
- Irlande : Mary McAleese, présidente (1997-2011)
- Islande : Ólafur Ragnar Grímsson, président (1996-2016)
- Italie : Carlo Azeglio Ciampi, président (1999-2006)
- Lettonie : Vaira Vīķe-Freiberga, présidente (1999-2007)
- Liechtenstein : Hans-Adam II, prince depuis 1989
- Lituanie : Rolandas Paksas, président (2003-2004) puis Valdas Adamkus, président (2004-2009)
- Luxembourg : Henri 1er, grand-duc depuis 2000
- Macédoine : Boris Trajkovski, président (1999-2004) puis Branko Crvenkovski, président (2004-2009)
- Malte : Guido de Marco, président (1999-2004) puis Edward Fenech Adami, président (2004-2009)
- Moldavie : Vladimir Voronin, président (2001-2009)
- Monaco : Rainier III, prince (1949-2005)
- Norvège : Harald V, roi depuis 1991
- Ossétie du Sud-Alanie : Edouard Kokoïty, président (2001-2011)
- Pays-Bas : Beatrix, reine (1980-2013)
- Pologne : Aleksander Kwaśniewski, président (1995-2005)
- Portugal : Jorge Sampaio, président (1996-2006)
- Roumanie : Ion Iliescu, président (2000-2004) puis Traian Basescu, président (2004-2014)
- Royaume-Uni : Élisabeth II, reine (1952-2022)
- Saint-Marin : Giovanni Lonfernini et Valeria Ciavatta, capitaines-régents (2003-2004) puis Paolo Bollini et Marino Riccardi, capitaines-régents (2004) puis Giuseppe Arzilli et Roberto Raschi, capitaines-régents (2004-2005)
- Serbie-et-Monténégro : Svetozar Marović, président (7 mars 2003-5 juin 2006)
- Slovaquie : Rudolf Schuster, président (1999-2004) puis Ivan Gasparovic, président (2004-2014)
- Slovénie : Janez Drnovsek, président (2002-2007)
- Suède : Charles XVI Gustave, roi depuis 1973
- Suisse : Pascal Couchepin, président (2003-2004) puis Joseph Deiss, président (2004-2005)
- Tchéquie : Vaclav Klaus, président (2003-2013)
- Transnistrie : Igor Smirnov, président (1990-2011)
- Ukraine : Leonid Koutchma, président (1994-2005)
  - Crimée : Boris Deich, président (2002-2006)
- Vatican : Jean-Paul II, pape (1978-2005)

## Afrique

### Afrique du Nord
- Algérie : Abdelaziz Bouteflika, président (1999-2019)
- Égypte : Hosni Moubarak, président (1981-2011)
- Libye : Mouammar Kadhafi, président (1969-2011)
- Maroc : Mohammed VI, roi depuis 1999
- Mauritanie : Maaouiya Ould Sid'Ahmed Taya, président (1984-2005)
- Soudan : Omar el-Bechir, président (1989-2019)
- Tunisie : Zine el-Abidine Ben Ali, président (1987-2011)

### Afrique de l'Ouest
- Bénin : Mathieu Kérékou, président (1996-2006)
  - Abomey : Agboli-Agbo II Dedjlagni, roi (1989-2019)
  - Adjatché-Ipo (Porto-Novo) : Totche-Ganfodji-Toffa VIII, roi (1997-2006)
  - Allada : Kpɔɖegbe, roi depuis 1992
  - Kétou : trône vacant (2002-2005)
- Burkina Faso : Blaise Compaoré, président (1987-2014)
  - Ouagadougou : Baongo II, mogho-naba (empereur) depuis 1982
  - Royaume du Yatenga : Kom III, naba (roi) depuis 1978
- Cap-Vert : Pedro Pires, président (2001-2011)
- Côte d'Ivoire : Laurent Gbagbo, président (2000-2011)
  - Indénié : Boa-Koassi III, roi depuis 1997
  - Sakassou : Baffour-Gyanko-Fofie Ier, roi depuis 1993
  - Royaume du Sanwi : Amon N'douffou V, roi depuis 2002
- Gambie : Yahya Jammeh, président (1994-2017)
- Ghana : John Kufuor, président (2001-2009)
  - Ashanti : Osei-Tutu II, roi depuis 1999
  - Akwamu : Otumfuo-Ansa-Saseraku VI, roi depuis 1999
  - Bono-Tekyiman : Takyi-Ameyaw, roi depuis 1997
  - Denkyira : Boa-Amposem III, roi depuis 1955
  - Dwaben : Otuo-Serebour II, roi depuis 1971
  - Gyaaman : Kwassi-Adingra, roi depuis 1994
  - Mamprousi : Gamni-Mohammedu-Abdulai, roi depuis 1987
  - Okyeman : Ofori-Panyin II, roi depuis 1999
- Guinée : Lansana Conté, président (1984-2008)
- Guinée-Bissau : Henrique Rosa, président (2003-2005)
- Libéria : Gyude Bryant, président (2003-2006)
- Mali : Amadou Toumani Touré, président (2002-2012)
- Niger : Mamadou Tandja, président (1999-2010)
  - Damagaram (Zinder) : Mamadu Moustafa, sultan (2001-2011)
- Nigeria : Olusegun Obasanjo, président (1999-2007)
  - Abeokuta : Oyebade-Lipede II, alake ou roi (1972-2005)
  - Bénin : Erediauwa Ier, oba du Bénin (1979-2016)
  - Bornou : Mustafa ibn Omar Kiyari Amin, shehu ou sultan (1974-2009)
  - Ife : Oba Okunadé Sijuwade Olubusé II, ooni d'Ife (1980-2015)
  - Lagos : Osuolale-Aremu-Akiolu Ier, oba de Lagos depuis 2003
  - Oyo : Lamidi Adeyemi III, alaafin d'Oyo depuis 1970
  - Sokoto : Mohammedu-Maccido, sultan (1996-2006)
- Sénégal : Abdoulaye Wade, président (2000-2012)
- Sierra Leone : Ahmad Tejan Kabbah, président (1996-2007)
- Togo : Gnassingbé Eyadema, président (1967-2005)

### Afrique centrale
- Cameroun : Paul Biya, président depuis 1984
  - Bamoun : Ibrahim-Mbombo-Njoya, roi depuis 1993
  - Mandara : Bichair-Omar, sultan depuis 1969
- Centrafrique : François Bozizé, président (2003-2005)
- Congo : Denis Sassou-Nguesso, président depuis 1997
  - Loango : Moe Tati Ier, roi (2000-2007)
- Gabon : Omar Bongo, président (1967-2009)
- Guinée équatoriale : Teodoro Obiang Nguema Mbasogo, président depuis 1979
- République démocratique du Congo : Joseph Kabila, président (2001-2019)
- Sao Tomé-et-Principe : Fradique de Menezes, président (2001-2011)
- Tchad : Idriss Déby, président (1990-2021)
  - Baguirmi : Hadji Woli Mahamat, sultan depuis 2003
  - Ouaddaï : Ibrahim ibn Muhammad Urada, sultan (1977-2004) puis Trône vacant (2004-2005)

### Afrique de l'Est
- Burundi : Domitien Ndayizeye, président (2003-2005)
- Djibouti : Ismaïl Omar Guelleh, président depuis 1999
- Érythrée : Issayas Afeworki, président depuis 1993
- Éthiopie : Girma Wolde-Giorgis, président (2001-2013)
- Kenya : Mwai Kibaki, président (2002-2013)
- Ouganda : Yoweri Museveni, président depuis 1986
  - Ankole : Ntare VI Rutashijuka, roi depuis 1993
  - Buganda : Mutebi II, roi depuis 1993
  - Bunyoro : Gafabusa-Iguru Ier, roi depuis 1993
  - Busoga : Wako-Muloki Ier, roi (1995-2008)
    - Bugabula : Kadhumbula-Nadiope IV, roi depuis 1996
    - Bulamogi : Mukunya IV Napeera, roi (1995-2008)

  - Toro : Rukidi IV, roi depuis 1995
- Rwanda : Paul Kagamé, président depuis 2000
- Seychelles : France-Albert René, président (1977-2004) puis James Michel, président (2004-2016)
- Somalie : Abdiqasim Salad Hassan, président (2000-2004) puis Abdullahi Yusuf Ahmed, président (2004-2008)
  - Pount : Abdullahi-Yusuf Ahmed, président (2002-2004) puis Mohammed Abdi-Hashi, président (2004-2005)
  - Somalie-du-Sud-Ouest : Hassan-Mohammed Nur, président (2002-2005)
- Somaliland : Dahir Riyale Kahin, président (2002-2010)
- Tanzanie : Benjamin Mkapa, président (1995-2005)
  - Ousambara (Shambalai) : Daniel Magogo, régent depuis 2000
  - Zanzibar : Amani Abeid Karume, président (2000-2010)

### Afrique australe
- Afrique du Sud : Thabo Mbeki, président (1999-2008)
  - Ndébélés : Mayitjah-Cornélius III, roi (1992-2005)
  - Zoulous : Goodwill Zwelithini kaBhekuzulu, roi (1968-2021)
- Angola : José Eduardo dos Santos, président (1979-2017)
- Botswana : Festus Mogae, président (1998-2008)
- Comores : Azali Assoumani, président (1999-2006)
  - Anjouan : Mohammed Bacar, président (2001-2008)
  - Grande Comore : Mzé Abdou Soulé Elbak, président (2002-2007)
  - Mohéli : Mohamed Saïd Fazul, président (2002-2007)
- Eswatini : Mswati III, roi depuis 1982
- Lesotho : Letsie III, roi depuis 1996
- Madagascar : Marc Ravalomanana, président (2002-2009)
- Malawi : Bakili Muluzi, président (1994-2004) puis Bingu wa Mutharika, président (2004-2012)
- Maurice : Anerood Jugnauth, président (2003-2012)
- Mozambique : Joaquim Chissano, président (1986-2005)
- Namibie : Sam Nujoma, président (1990-2005)
- Zambie : Levy Mwanawasa, président (2002-2008)
  - Barotseland : Lubosi II Imwiko, roi depuis 2000
  - Kazembe : Mpenda-Kanyembo-Kazembe XIX, roi depuis 1998
- Zimbabwe : Robert Mugabe, président (1987-2017)

## Océanie
- Australie : Élisabeth II, reine (1952-2022)
- Fidji : Josefa Iloilo, président (2000-2009)
- Kiribati : Anote Tong, président (2003-2016)
- Marshall (îles) : Kessai Note, président (2000-2008)
- Micronésie : Joseph Urusemal, président (2003-2007)
- Nauru : René Harris, président (2003-2004) puis Ludwig Scotty, président (2004-2007)
- Nouvelle-Zélande : Élisabeth II, reine (1952-2022)
  - Maoris : Te Atairangikaahu, reine (1966-2006)
- Palaos : Tommy Remengesau, président (2001-2009)
- Papouasie-Nouvelle-Guinée : Élisabeth II, reine (1975-2022)
- Salomon (îles) : Élisabeth II, reine (1978-2022)
- Samoa : Malietoa Tanumafili II, chef de l'état (1962-2007)
- Tonga : Taufa'ahau Tupou IV, roi (1965-2006)
- Tuvalu : Élisabeth II, reine (1978-2022)
- Vanuatu : John Bani, président (1999-2004) puis Alfred Maseng, président (2004) puis Kalkot Mataskelekele, président (2004-2009)
  - Alo : Soane Patita Maituku, roi (2002-2008)
  - Sigave : Visesio Moeliku, roi (2004-2009)
  - Uvea : Tomasi Kulimoetoke II, roi (1959-2007)